# Héroes (miniserie)
Héroes: La gloria tiene su precio fue una serie de telefilmes chilenos, producidos por Canal 13 en el marco del programa de conmemoración del bicentenario de la independencia chilena.
La serie constaba de seis episodios en los que se recreaban los momentos más importantes de grandes próceres de la historia de Chile: Bernardo O'Higgins, José Miguel Carrera, Manuel Rodríguez, Diego Portales, José Manuel Balmaceda y Arturo Prat. Las grabaciones se realizaron desde finales de 2006 y los telefilmes fueron dirigidos por connotados cineastas chilenos.
Cinco episodios de la miniserie se emitieron en 2007 y el último fue pospuesto hasta 2009. Todos los episodios salieron a la venta en formato DVD; además, se podían descargar gratuitamente desde el sitio creado por el portal Educarchile.
El éxito que tuvieron los primeros capítulos hicieron plantearse la posibilidad de rodar una segunda temporada a estrenarse durante 2010, para lo que originalmente se pensó en incorporar rostros protagónicos femeninos, como Javiera Carrera. Luego se decidió dar un giro radical: remitirse al periodo de la Conquista entre 1541 y 1553 con Pedro de Valdivia como personaje protagónico bajo el nombre de Finis Terrae: La voluntad de ser. Finalmente, nada de esto ocurrió.
A continuación, los detalles sobre los seis episodios emitidos.

## O'Higgins, vivir para merecer su nombre

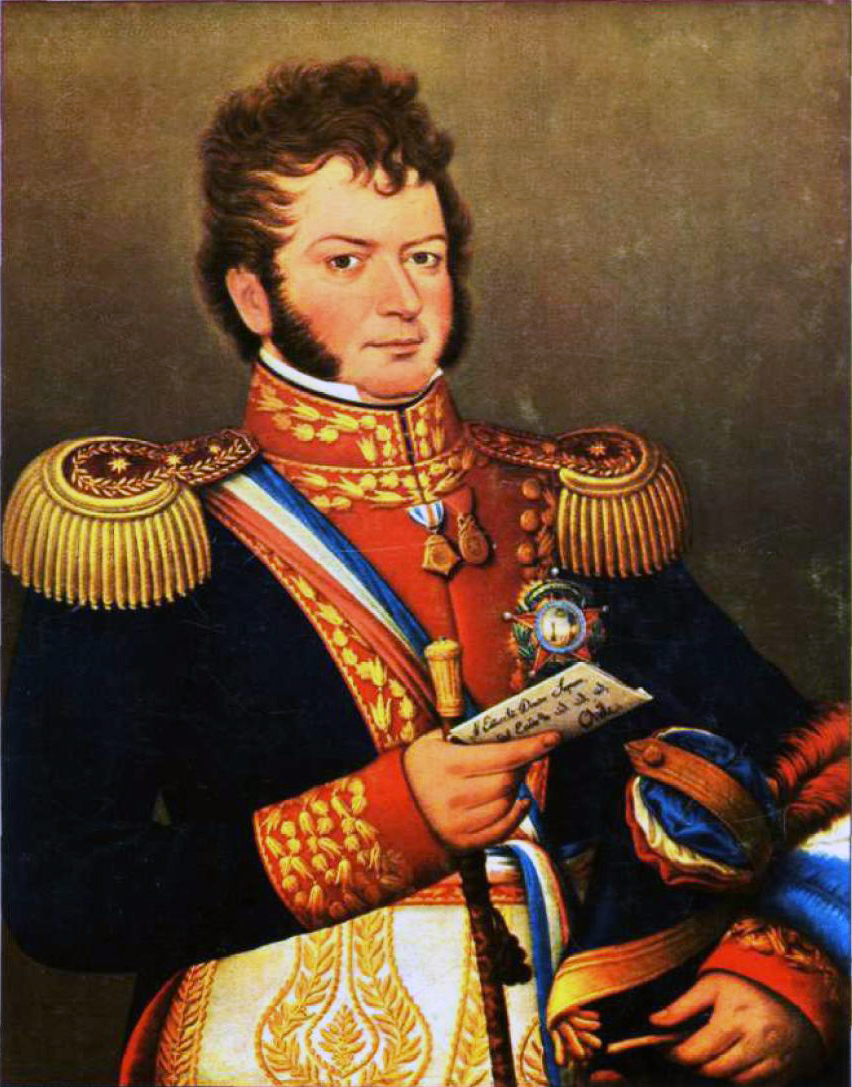
Bernardo O'Higgins por José Gil de Castro.

Emitido por vez primera el 25 de marzo de 2007, el episodio se enfocó en la vida de Bernardo O'Higgins, principalmente entre 1818 y 1823, desde la Sorpresa de Cancha Rayada hasta su abdicación, con algunas escenas de su posterior exilio en Perú y pequeños flashbacks a la época de su niñez.
El episodio intentó mostrar el desarrollo de una faceta más humana de O'Higgins, destacando su relación con Rosario Puga y el hecho de ser hijo natural del gobernador de Chile, Ambrosio O'Higgins. Además, se retratan los conflictos políticos de O'Higgins con miembros de la aristrocracia y otros líderes revolucionarios, como José Miguel Carrera y Manuel Rodríguez, y la evolución de su gobierno adquiriendo características de dictadura.
Este episodio obtuvo en su primera emisión 24,5 puntos de sintonía, superando ampliamente a los programas de la competencia: el primer capítulo de la nueva temporada de CQC en Mega alcanzó 16,9 puntos, la serie Mi primera vez de TVN llegó a los 13,5, mientras el programa de debate político Tolerancia cero en Chilevisión obtuvo solo 6,5 puntos.
O'Higgins fue retransmitido el lunes 23 de abril del mismo año — se emitió en la mañana, para que pudiera ser visto en los colegios del país, gracias a un acuerdo entre Canal 13 y el Ministerio de Educación — y el 19 de septiembre a las 22:00, con motivo de las celebraciones de Fiestas Patrias.
Dirección: Ricardo Larraín
- Julio Milostich - Bernardo O'Higgins
- Daniela Jacques - Rosario Puga
- Elsa Poblete - Isabel Riquelme
- Héctor Noguera - Ambrosio O'Higgins
- Daniel Muñoz - José de San Martín
- Benjamín Vicuña - Manuel Rodríguez
- Pedro Vicuña - Luis de la Cruz
- Diego Muñoz - José Antonio Pérez-Cotapos
- Rodolfo Pulgar - José Antonio Rodríguez Aldea
- Vittorio Yaconi - José Miguel Infante
- Mario Santander - Fernando Errázuriz
- Pablo Ausensi - Agustín de Eyzaguirre
- Oscar Castro - Agustín Vial Santelices
- Laura Fuentes - Patricia "Petita" Rodríguez
- Víctor Montero - José Luis Pereira
- Nicolás Pinto - Bernardo O'Higgins (10 años)
- Iván Álvarez de Araya - Cosme
- Jorge Arecheta - Manuel Lastra
- Jessica Vera - Isabel Vidaurre
- Francois Soto - Juan de Dios Puga
- Diego Rozo - Mariano Merlo
- Andrés Kalawski - José Gil de Castro
- Juan Luis Ruiz - Pedro Aldunate
- Catalina Díaz Romero - Adriana
- Stephanie Pizarro - Mercedes
- Álvaro Vergara - Marido de Adriana
- José Antonio Fuentes - López
- Héctor Fuentes - Hipólito Francisco de Villegas
- Ignacio Ocaranza - Enrique Martínez
- Alejandro Cáceres - Miguel de Zañartu
- Benjamín Alfaro - Pedro Demetrio O'Higgins (bebé)
- Claudio González - Pedro Demetrio O'Higgins (4 años)

## Carrera, el príncipe de los caminos

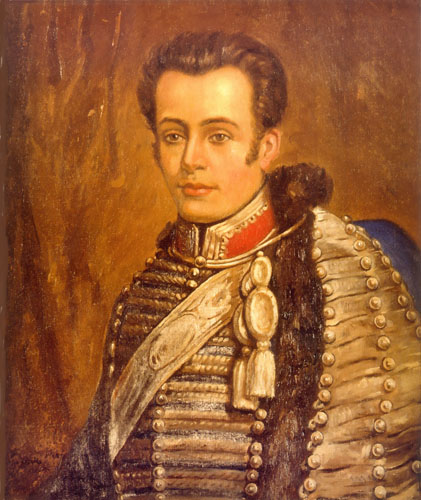
José Miguel Carrera por Ezequiel Plaza.

Emitido por primera vez el 29 de abril de 2007, el episodio comienza en medio de la crisis que llevaría al final de la Patria Vieja y pone énfasis en la rivalidad entre Carrera y Bernardo O'Higgins.
La cinta parte con la lucha de Carrera por alcanzar el poder y así dar inicio a la revolución que llevaría al país a la independencia, contrariamente a lo que deseaban algunos moderados: un gobierno temporal en ausencia del rey de España, Fernando VII. Carrera logra tomarse el poder con un golpe de Estado, pero se enfrenta a los conflictos internos con el comandante del Ejército, Bernardo O'Higgins, quien firma la tregua con los españoles en el Tratado de Lircay. El filme muestra la discusión entre ambos próceres tras la derrota de O'Higgins en Tres Acequias y llega al clímax cuando Carrera le dice «Váyase a la mierda, guacho del carajo» tras abofetearlo.
Después de la derrota del ejército patriota en el Desastre de Rancagua, Carrera parte al exilio a Argentina, pero la alianza entre O'Higgins y José de San Martín le impide organizar una expedición contra las fuerzas realistas, por lo que parte a Estados Unidos donde consigue naves y armas. Al regresar a Sudamérica, encuentra a Chile y Argentina gobernados por sus antiguos rivales y a sus hermanos, fusilados por un intento de derrocar al Gobierno. Carrera organiza entonces un ejército de montoneros que cruza las pampas con el fin de pasar a Chile por los Andes y vengar la muerte de sus hermanos Luis y Juan José. Con la música incidental de Miranda y Tobar, la película se convierte en una tragedia épica; el protagonista sufre por tener que abandonar a su mujer, Mercedes Fontecilla, y también al ver que su venganza personal destruye la vida de inocentes. Finalmente, Carrera es traicionado por sus hombres, arrestado y fusilado en Mendoza, meses antes de que naciera su único hijo varón.
El índice de audiencia para este capítulo entre las 22:00 y 0:14 marcó 20,4 puntos en índice de audiencia en línea, seguida por CQC de Mega con 16,2. Terminator 3: La rebelión de las máquinas en La Red consiguió 14 y cuarto en ese horario quedó Mi primera vez en TVN que tuvo 13,4 puntos. Fue transmitido nuevamente el 20 de septiembre por Fiestas Patrias.
Dirección: Cristián Galaz
- Diego Casanueva - José Miguel Carrera
  - Martín Sepúlveda - José Miguel Carrera de niño
- Javiera Díaz de Valdés - Mercedes Fontecilla
- Julio Milostich - Bernardo O'Higgins
- Daniel Muñoz - José de San Martín
- Benjamín Vicuña - Manuel Rodríguez
- Sebastián Layseca - José María Benavente
- Ariel Canale - Manuel Alejandro Pueyrredón
- Cristián Hidalgo - Manuel Arias
- Bastián Bodenhofer - Ignacio de la Carrera
- Alfredo Allende - Luis Carrera
- Gabriel Sepúlveda - Juan José Carrera
- Adrián Tomasevsky - Agustín Dragumette
- Blanca Turrientes - Criada
- Nicolás Medel - Niño Campesino
- Nicolás Fontaine - Juan Mackenna
- Luis Wigdorsky Jr. - Juan Martín de Pueyrredón
- Reinaldo Vallejo - Diego Fontecilla
- Marcelo Valdivieso - Manuel Novoa
- Felipe Vera - Francisco de la Lastra
- Zenan Delaney - James Madison
- José Luis Bouchon - David Porter
- Paula Bravo - Francisca de Paula Verdugo
- Ernesto Gutiérrez - Bruno Morón
- Heidrun Breier - Rosemary
- Pablo Striano - Tomás Godoy Cruz
- Samuel Flores - Francisco Ramírez
- Daniel Guillón - Henry Didier
- Sergio Freire - Soldado Adolescente
- Claudio Espinoza - Ignacio Andía y Varela
- Andrés San Martín - Francisco Ruiz-Tagle
- Romina Urbina - China Fontecilla
- Yassim Inojosa - Luis Urrejola
- Daniel Sovino - Antonio Pareja (voz)
- Samuel González - Soldado Joven
- Mayra Arango - Manuela

## Rodríguez, hijo de la rebeldía

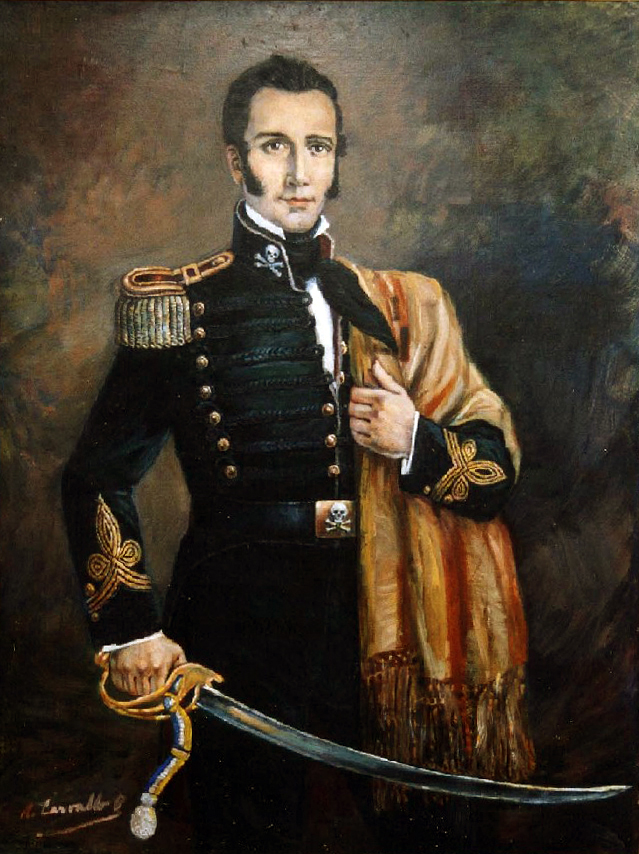
Manuel Rodríguez por A. Carvallo O.

El capítulo muy bien estructurado, es retratado en racconto por su propio padre la singladura del guerrillero patriota desde su juventud temprana, contó con un gran elenco y un vestuario muy acorde a la época de los hechos. Se destacan las sobresalientes actuaciones de: Daniel Muñoz, Julio Milostich, Erto Pantoja, María Elena Swett entre otros.

### Contexto
Hijo de una familia criolla de alcurnia, pero sin fortuna. Con el estallido de la revolución independentista, Rodríguez se hace parte del gobierno instalado por su vecino y amigo José Miguel Carrera, asumiendo el cargo de ministro de Hacienda hasta la caída del gobierno independentista por las victorias realistas. Rodríguez huye a Mendoza donde se ofrece a José de San Martín para actuar como espía dentro de Chile y organizar la resistencia a la Reconquista. Rodríguez cruza la cordillera y organiza un grupo de montoneros liderado por José Miguel Neira, con los que logran diversas victorias ante los ejércitos realistas. El idealismo de Rodríguez de tener una patria libre contrarresta con la tragedia que vive el pueblo durante la tiranía hispana liderada por el gobernador Casimiro Marcó del Pont, lo que se refleja en la tortura y asesinato de Ana, amante y fiel amiga del guerrillero.
Los esfuerzos de Rodríguez surten efecto y Chile logra ser liberado de los españoles. La victoria, sin embargo, desata una serie de intrigas dentro del gobierno de Bernardo O'Higgins. Siguiendo la línea de la película basada en la vida de Carrera, el director Cristián Galaz muestra a un O'Higgins tirano, que se contrapone fuertemente a los deseos de libertad del protagonista. Viendo en Rodríguez a una figura peligrosa para el régimen, especialmente de ganar el fervor popular al organizar la resistencia en Santiago luego de la sorpresa de Cancha Rayada, O'Higgins y la Logia Lautaro planean el asesinato del guerrillero, convirtiéndose en los verdaderos antagonistas del episodio.
Este capítulo, que finaliza con el asesinato del protagonista en Tiltil, contó con un proceso de guion muy diferente a los anteriores. Aunque en el caso de O'Higgins y Carrera se prefirió mantenerse apegado a las fuentes históricas, la ausencia o falta de claridad de estas permitieron un desarrollo más dramatizado del personaje principal. Así, aparece el romance con Ana y la consumación del amor con la aristócrata Francisca de Paula Segura y Ruiz con el nacimiento de su hijo Juan Esteban. Por otro lado, Rodríguez fue retratado como un carácter más atormentado que la figura tradicionalmente representada de un personaje más festivo y mujeriego, y fueron excluidos del relato algunos de los mitos más reproducidos sobre su persona durante su época de forajido y espía, como la vez en que, disfrazado de mendigo, habría abierto el carruaje de Marcó del Pont mientras este lo buscaba por todo el país.
La serie tuvo un promedio de 22,2 puntos de sintonía, superando a los 20 promediados por Animal Nocturno de TVN y los 17,4 de Harry Potter y el Prisionero de Azkaban por La Red.
El episodio fue retransmitido el 17 de septiembre a las 22:00, con motivo de las celebraciones de Fiestas Patrias.
Dirección: Cristián Galaz y Andrea Ugalde
- Benjamín Vicuña - Manuel Rodríguez
- María Elena Swett - Francisca de Paula Segura y Ruiz
- Alejandro Trejo - Carlos Rodríguez
- Erto Pantoja - José Miguel Neira
- Mariana Loyola - Ana
- Daniel Muñoz - José de San Martín
- César Caillet - Bernardo de Monteagudo
- Julio Milostich - Bernardo O'Higgins
- Carmen Disa Gutiérrez - Loreto Erdoíza
- Juan Pablo Ogalde - Antonio Navarro
- Ignacio Achurra - José Santiago Martínez Luco
- Pablo Valledor - Alfonso
- Diego Casanueva - José Miguel Carrera
- Alfredo Allende - Luis Carrera
- Gabriel Sepúlveda - Juan José Carrera
- Pedro Vicuña - Luis de la Cruz
- Felipe Castro - Casimiro Marcó del Pont
- Cristián Quezada - Vicente San Bruno
- Nicolás Poblete - Oficial Talavera
- Luz Jiménez - Rosa
- Sergio Aguilera - Ramón Freire
- Otilio Castro - Sacerdote Franciscano
- Víctor Montero - José Luis Pereira
- Jaime Troncoso - Vicente Martínez de Aldunate
- Andrés Pozo - Pedro
- Anoika Wade - Tránsito
- Francisco Ugalde - Juan Esteban Rodríguez (bebé)

## Portales, la fuerza de los hechos

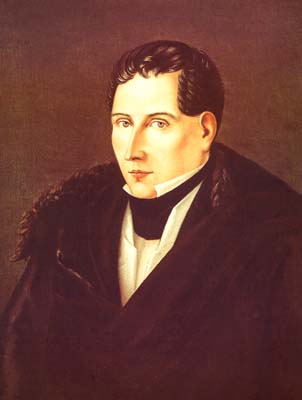
Diego Portales por Camilo Domeniconi.

La edición sobre Diego Portales fue presentada por primera vez durante el SANFIC, el 19 de agosto de 2007, mientras el estreno por televisión se realizó el 2 de septiembre.
A diferencia de las tres entregas anteriores, la edición sobre el ministro Diego Portales se mantuvo prácticamente alejada de los sucesos históricos y se centró principalmente en el desarrollo de su compleja personalidad. Portales fue retratado como un personaje ambivalente, de forma similar a la discusión vigente sobre si debe ser considerado como el hombre que organizó la República o como un despiadado tirano.
La historia parte con la visita del protagonista en su calidad de ministro de Guerra y Marina a un regimiento militar en Quillota, el cual se subleva y lo captura. A medida que Portales se da cuenta de que su muerte es cada minuto más certera, narra su vida a su edecán, Eugenio Necochea. Así, se relata la dura vida que vivió en su juventud durante los inicios de la Independencia y su trágica relación con su prima y esposa, Josefa "Chepa" Portales. La muerte de sus dos hijas recién nacidas y de su esposa pone a prueba la relación del personaje con Dios, a quien desafía y promete «Nunca más mencionar su nombre».
La historia explica en parte el autoritarismo de Portales y la tiranía que ejerce contra los rotos por el supuesto "bien de la nación"; sin embargo, la rectitud que intenta implantar en el naciente país se contrapone con su licenciosa vida privada, especialmente en su relación con Constanza de Nordenflycht. La historia finalmente termina con los prisioneros llegando al cerro Barón de Valparaíso y Portales, vendado, dirige al pelotón de fusilamiento que le dispara y, posteriormente, mata a bayonetazos.
Director: Rodrigo Sepúlveda
- Carlos Concha - Diego Portales
- Luis Gnecco - Eugenio Necochea
- Paola Giannini - Josefa "Chepa" Portales
- Paulina García - María Encarnación Palazuelos
- Ingrid Isensee - Constanza Nordenflycht
- Marcial Edwards - José Santiago Portales
- Pablo Schwartz - Santiago Florín
- Pablo Krögh - José Antonio Vidaurre
- Cristián Carvajal - José Agustín Morán
- Maricarmen Arrigorriaga - Carlota Altamirano
- Marco Antonio González - Rafael Correa de Saa
- Camilo Polanco - Joaquín Tocornal Jiménez
- Hugo Vásquez - José Joaquín Prieto
- Mario Poblete - José Tomás Ovalle
- Juan Pablo Miranda - González
- Max Corvalán - Cornejo
- Tomás Vergara - Diego Portales (15 años)
- Roxana Campos - Esther
- Hugo Medina - Cura
- Gabriela Medina - Gabriela
- Claudia Salazar - Manuela
- Felipe Gamboa - Tránsito Portales (6 años)
- Diego Gamboa - Juan José Portales (8 años)
- Paulina Eguiluz - Josefa Portales (20 años)
- Constanza Schoenfelder - Ana Josefa Portales (17 años)
- Daniela Schwartz - Paula Francisca Portales (13 años)
- Lucy Inostroza - María Mercedes Portales (19 años)
- Vanesa Grün - María del Tránsito Portales (10 años)
- Macarena Grün - María Manuela Portales (7 años)
- Juan Cristóbal Rocha - Manuel Portales (bebé)
- Claudo Castro Jr. - José Diego Portales (12 años)
- Ignacio Portales - Juan María Portales (9 años)

## Balmaceda, la mirada de un patriota

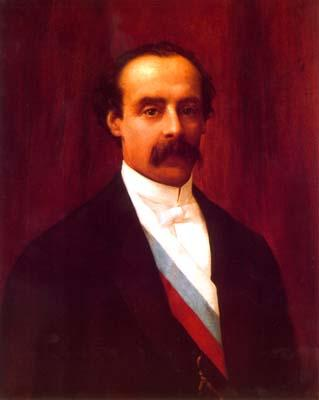
José Manuel Balmaceda por Fernando Laroche.

El único telefilme dedicado a un presidente de la República fue estrenado y transmitido el domingo 30 de septiembre de 2007. La historia parte con la huida de Balmaceda a través de las calles de Santiago luego de la derrota de sus tropas en la batalla de Placilla hasta llegar a la embajada de Argentina, donde es ocultado y protegido por el embajador Uriburu, entablando una entrañable relación con su esposa Leonor y la criada, Rufina.
Encerrado en su habitación, Balmaceda redacta su testamento político tras haber tomado la decisión de suicidarse el día en que acabe su mandato, el 19 de septiembre de 1891. Es ahí en que comienzan a relatarse los sucesos que llevaron a la crisis política del gobierno balmacedista y que desencadenaría la guerra civil.
En los flashbacks se destacan los enfrentamientos de Balmaceda con los líderes del Congreso Ramón Barros Luco y Waldo Silva, sus deseos de nacionalizar parte de la industria salitrera que estaba en manos del inglés John Thomas North y de ejecutar grandes obras de progreso. North finalmente convence a Zegers, un liberal amigo de Balmaceda, de iniciar el boicot en contra este y así obligarlo a dimitir. Ante la negativa del Congreso de aprobar el presupuesto, el protagonista ordena seguir adelante y cierra el Parlamento, por lo que Barros Luco, Silva y el comandante de la Armada, Jorge Montt, establecen en Iquique una junta de gobierno. Junto a los relatos históricos, se alternan escenas de la vida familiar de Balmaceda junto a su madre Encarnación, su mujer Emilia y su hijo Pedro.
Aunque gran parte de la narrativa se extiende en los ámbitos aristocráticos y políticos, esto se contrarresta con las crudas imágenes de los soldados agonizando en el campo tras las batallas y una lucha de payas y de corvos entre prisioneros balmacedistas y los soldados congresistas tras Placilla.
Este capítulo fue el de menor sintonía de toda la serie, promediando apenas 11,5 puntos de índice de audiencia.
Dirección: Gustavo Graef Marino
- Jaime McManus - José Manuel Balmaceda
- Catalina Pulido - Emilia de Toro
- Nicolás Brown - Pedro Balmaceda
- Sergio Hernández - Julio Zegers
- Marés González - Rufina Lagos
- Ingrid Cruz - Leonor Tezanos
- Renato Münster - José Evaristo Uriburu
- Luis Dubó - Orozimbo Barbosa
- Felipe Armas - Carlos Walker Martínez
- Gabriel Prieto - Ramón Barros Luco
- Luis Wigdorsky - Waldo Silva
- Humberto Gallardo - Jorge Montt
- José Herrera - John Thomas North
- Carla Cristi - Encarnación Fernández
- Rodrigo Moreno - Manuel Baquedano
- Claudio Valenzuela - José Velásquez
- Jorge Guerra - Domingo Godoy Cruz
- Arnaldo Berríos - Joaquín Larraín
- Agustín Moya - Mariano Casanova
- Sergio Madrid - Manuel José Irarrázabal
- Hernán Vallejo - Claudio Vicuña
- Luis Arenas - Álvaro Covarrubias
- Sergio Gajardo - Coldwater
- Valentina Vargas - Sofía Linares
- Eduardo Paxeco - Rubén Darío
- Renato Illanes - Patrick Egan
- Manuel Sánchez - Payador Balmacedista
- Moisés Chaparro - Payador Congresista
- Guillermo "Bigote" Villalobos - Oficial Congresista (paya)
- Yassim Inojosa - Oficial Congresista
- François Soto - Ismael Pérez
- Carlos Araya - Julio Bañados
- Andrés Arriola - Enrique Balmaceda (13 años)
- Ignacio Arriagada - José Manuel Balmaceda Toro (9 años)
- Joaquina Arriagada - Elisa Balmaceda (20 años)
- Daniela Fuentes - Julia Balmaceda (17 años)
- Millaray Cortés - María Balmaceda (15 años)

## Prat, espada de honor

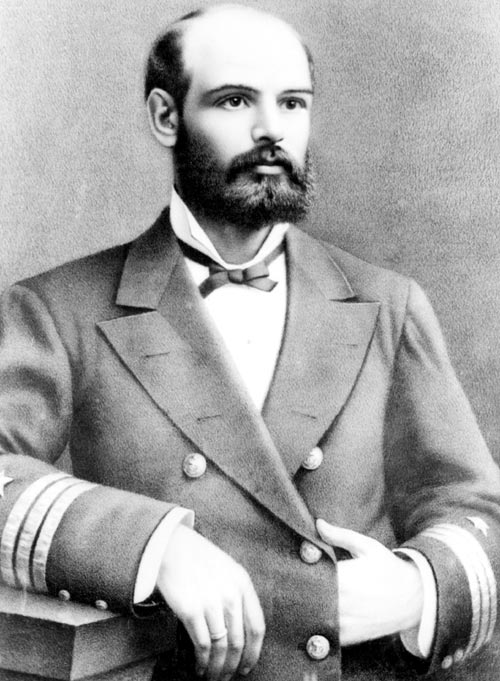
Arturo Prat.

El telefilme sobre el capitán de la Esmeralda y máximo héroe naval chileno fue el episodio que encontró más dificultades. Su estreno estaba previsto para noviembre de 2007, pero, primero, se produjo un gran retraso en la selección del actor que debía protagonizar a Prat, ya que puesto que su rostro es uno de los más reconocidos por gran parte de los chilenos debido a las fotografías que existen y a su reproducción en el billete de 10 000 pesos, se quería encontrar a alguien que realmente se le pareciese.
Ricardo Larraín, director original del filme, se retiró debido a diferencias que lo enfrentaron con el equipo de producción, y fue reemplazado por Gustavo Graef Marino, (que había realizado el anterior episodio de Balmaceda). Además, el costo de realización resultó muy alto, especialmente debido a la reproducción del Combate naval de Iquique (la escena más importante de la cinta), todo lo cual obligó a que la fecha de estreno fuera pospuesta para el año 2008.
El rodaje de las escenas del combate fueron planificadas para realizarse entre enero y febrero de ese año, con el apoyo de la Armada de Chile, la cual facilitaría la utilización del monitor Huáscar (que funciona como museo flotante en Talcahuano) para la grabación de algunas escenas relativas al combate.
Pero las postergaciones continuaron. Los problemas de agenda de Cristian Carvajal, originalmente contratado para representar a Prat,, determinaron que fuera reemplazado por Andrés Waas (Rodrigo González), un actor de teatro prácticamente desconocido para la audiencia. La producción preparó una recreación de la Covadonga en un galpón del antiguo aeropuerto de Los Cerrillos y las primeras grabaciones se realizaron en el Cementerio General de Santiago el 27 de mayo de 2008.
El episodio, con un presupuesto de 200 millones de pesos chilenos, fue presentado al público el martes 19 de mayo de 2009 en la Casa Central de la Universidad Católica, dos años después que el resto de los capítulos, y emitido por Canal 13 el domingo 24, coincidiendo con la semana de las Glorias Navales y tres días después del 130.º aniversario del combate. Debido a su larga duración —una hora y media—, la película fue dividida en dos partes; el final se emitió el domingo siguiente.
Dirección: Gustavo Graef Marino
- Andrés Waas - Arturo Prat
- Ingrid Isensee - Carmela Carvajal
- Alejandro Montes - Ignacio Serrano
- Mario Horton - Demetrio Eusquiza
- Pablo Cerda - Luis Uribe
- Humberto Gallardo - Juan Williams
- León Murillo - Miguel Grau
- Ignacio Saavedra - Arturo Prat (21 años)
- Magdalena Müller - Carmela Carvajal (17 años)
- Jorge Becker - Carlos Condell
- Rodolfo Pulgar - Jacinto Chacón
- Omar Morán - Ernesto Riquelme
- Luis Wigdorsky Jr - Juan Agustín Cabrera
- Javier Baldassari - Ceferino Carrasco
- Gonzalo Canelo - Juan de Dios Aldea
- Leonel Arregui - Vicente Zegers
- Norma Ortiz - Rosario Chacón
- Sergío García - Agustín Prat
- Moisés Norambuena - Estanislao Lynch
- Jorge Arecheta - Arturo Wilson
- Adrián Tomasevsky - Eduardo Hyatt Barnard
- Josefina Velasco - Concepción Chacón
- Benjamín Velasquéz - Arturo Prat (10 Años)
- Iván Nahum - Luis Uribe (10 Años)
- Bárbara Ruiz-Tagle - Elizabeth Newlove
- Samuel Flores - Eulogio Altamirano
- Aline Kuppenheim- Adelina Talavera Appleby
- Luis Wigdorsky V - Juan de Dios Arlegui
- Jorge López Sototmayor - José Alfonso Cavada
- Andrés San Martín - Manuel Thomson
- Oscar Castro - Rafael Sotomayor
- Rodrigo Molina - Ezequiel Otoya
- Ignacio Verdugo - Diego Ferré
- Jorge Silva - Protasio Castillo
- Tomás Verdejo - José de la R. Andaur
- Andrés Pozo - Funcionario Judicial de Valparaíso
- Jonathan Sanhueza - Miguel Sanz
- Juan Torrejón - Juan Óscar Goñi
- Pablo Varas - Flores
- Víctor Vidangossy - Ayudante de Órdenes
- Carlos Araya - José Anacleto Goñi
- Hans Solís - Arsenio Canave
- Ulises Rivera - Wenceslao Vargas, a la postre el último superviviente de la Esmeralda
- Felipe Barrios - José Vecino
- Gaspar Aedo - Gaspar Cabrales
- Benjamín Aedo - Crispín Reyes
- Marcelo Morales - Avelino
- Eugenio Morales - Marino Viejo
- Hugo Castillo - Vigía de la Esmeralda
- Eduardo Lavín - Vigía de la Covadonga

## Exactitud histórica
La serie fue asesorada por diversos historiadores con el fin de reflejar fielmente los sucesos narrados, Sin embargo, algunas situaciones descritas fueron producto de la ficción creativa para dar mayor énfasis en los conflictos dramáticos. Además, la serie no estuvo exenta de algunos errores históricos en beneficio del relato cinematográfico, lo que dio pie a polémicas y protestas. A continuación, algunas de ellas:
- Los primeros capítulos generaron debate entre partidarios de Bernardo O'Higgins, en especial del Instituto O'Higginiano de Chile, quienes no quedaron conformes con su representación en los telefilmes; por ejemplo en Carrera, príncipe de los caminos, se muestra a este propinándole una bofetada y acusándolo de traidor a la patria, lo cual nunca pasó, mientras que en Rodríguez, hijo de la rebeldía se muestra a O'Higgins como el principal responsable de la muerte del guerrillero.
- José Miguel Carrera no firmó el decreto de libertad de vientres como aparece en el episodio que se le consagra. Si bien acometió un golpe de Estado el 4 de septiembre de 1811, no tomó posesión de ningún cargo político hasta el 15 de noviembre, después de promulgada la ley (el 11 de octubre). De igual forma, O'Higgins no firmó la abolición de la esclavitud como se desprende el episodio correspondiente; lo hizo el gobierno de Ramón Freire.
- Manuel Rodríguez no amenazó con una pistola al general argentino José de San Martín la primera vez que se entrevistaron. Este último fue quien lo llamó para trabajar de espía en Chile durante la restauración española.
- En Portales, la fuerza de los hechos, se retrata la muerte del ministro de forma semejante a la de Carrera, tratando de dirigir él mismo su ejecución. En realidad, lo único que dijo antes de su fusilamiento fue «¿Es posible, soldados, que me tiréis a mí?» y tras una duda inicial de los oficiales, estos dispararon a quemarropa.
- Portales reniega de Dios tras la muerte de su esposa durante el filme, pero en la realidad cayó en una crisis mística en la que pensó seriamente en convertirse en sacerdote.
- La escena en que Portales es capturado por el coronel Vidaurre fue grabada en el palacio del Regimiento Granaderos, a 2 kilómetros de Quillota. No obstante, el "Motín de Quillota" ocurrió en la Plaza de Armas de la ciudad.
- Los debates en el Congreso Nacional presentados en Balmaceda son imposibles, ya que el presidente es representado en dicha situación por el Ministro del Interior, mientras que los principales interlocutores, Ramón Barros Luco y Waldo Silva, eran diputado y senador respectivamente, por lo que no discutían en la misma sala. Además, la división política de las cámaras también es falaz, puesto que los conservadores eran un grupo muy minoritario en esa época y estaban aliados con los liberales contra Balmaceda.
- La postura histórica seguida por la película Balmaceda estuvo basada en las tesis del historiador Hernán Ramírez Necochea, que da una explicación económica monocausal a la guerra civil de 1891, colocando el énfasis en el conflicto por el salitre. Sin embargo, la mayoría de las corrientes de la historiografía chilena actual rechazan esta explicación por su falta de sustento documental (Balmaceda nunca intentó nacionalizar el salitre, como plantean Ramírez Necochea y el filme), y matizan el problema salitrero con otras posibles causas, como el conflicto presidencialismo-parlamentarismo, el intervencionismo electoral realizado por Balmaceda y la irrupción de los militares en política.